# Chiesa di San Francesco (Montecarotto)
La chiesa di San Francesco è un edificio religioso di Montecarotto.

## Storia
Sorge poco fuori dalla cerchia delle mura, su di una collina il cui sguardo abbraccia le campagne di Montecarotto, e faceva parte di un convento francescano soppresso nel 1867. Della costruzione della chiesa e del convento si parla per la prima volta in un documento del Consiglio generale di Montecarotto del 1612. Si decise in quell'occasione anche di affidarlo ai minori osservanti francescani poiché tali frati erano conosciuti in quanto residenti nel vicino convento di San Martino di Arcevia. La prima pietra di costruzione venne posata nel 1612 con una solenne cerimonia. I lavori di costruzione procedettero velocemente al punto che nell'agosto del 1616 una parte della nuova chiesa, le celle e altre strutture necessarie alla vita della comunità religiosa erano terminate. Ciò permise di officiare la chiesa e il responsabile della comunità venne insignito del titolo di Guardiano. I lavori del convento continuarono dal 1630 al 1695. La chiesa attigua venne completata nel 1660, ma era officiata già nell'agosto del 1616. Il convento durante il periodo napoleonico fu soppresso e indemaniato per la prima volta; passata la ventata napoleonica, i frati vi poterono far rientro nel 1816 per esserne poi definitivamente allontanati nel 1867 dal governo italiano.

## Descrizione
La chiesa ha una facciata imponente, costruita in laterizio, rifatta nell'Ottocento secondo lo stile neoclassico, ed è decorata da quattro lesene costituite da basi e capitelli ionici che sorgono da una fascia zoccolata a terra e sono poste ai lati del portale. A coronamento della facciata le lesene sorreggono una modanatura da cui sorge un timpano triangolare racchiuso all'interno della cornice del frontone. L'interno è costituito da una sola grande navata, ha sette altari e una sagrestia; la decorazione interna della chiesa è impreziosita da stucchi, quadri, pregevoli arredi d'epoca, statue, e dalla cantoria in cui si trova un organo del Nachini.

## Opere d'arte presenti
- Natività, del XVII secolo, di Antonio Massi di Jesi.
- Quattro paliotti degli altari in scagliola  risalenti al 1708.
- Quattro Confessionali in noce dei primi dell'Ottocento, intagliati e decorati da colonne tortili.
- Organo di Pietro Nachini numerato come opera n° 56 e risalente al 1740. L'organo è stato oggetto di un restauro nel 1997 da parte della ditta F.lli Ruffatti che ne ha consentito il suo ritorno al funzionamento musicale.[1]
- Monumento ai caduti della Prima guerra mondiale di Vito Pardo posto sulla facciata.

## Il Monumento ai caduti della Prima guerra mondiale

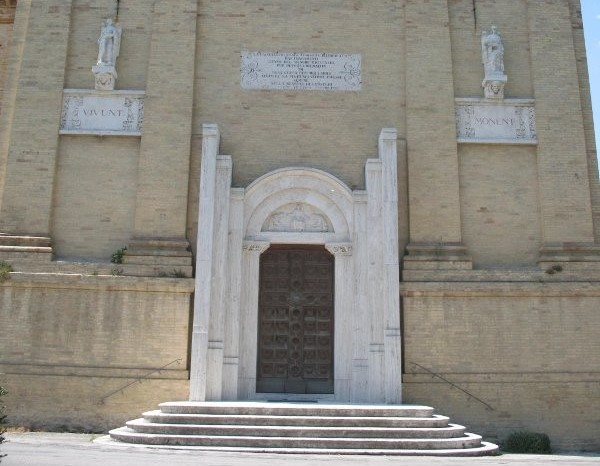
Monumento ai caduti della grande guerra di Vito Pardo

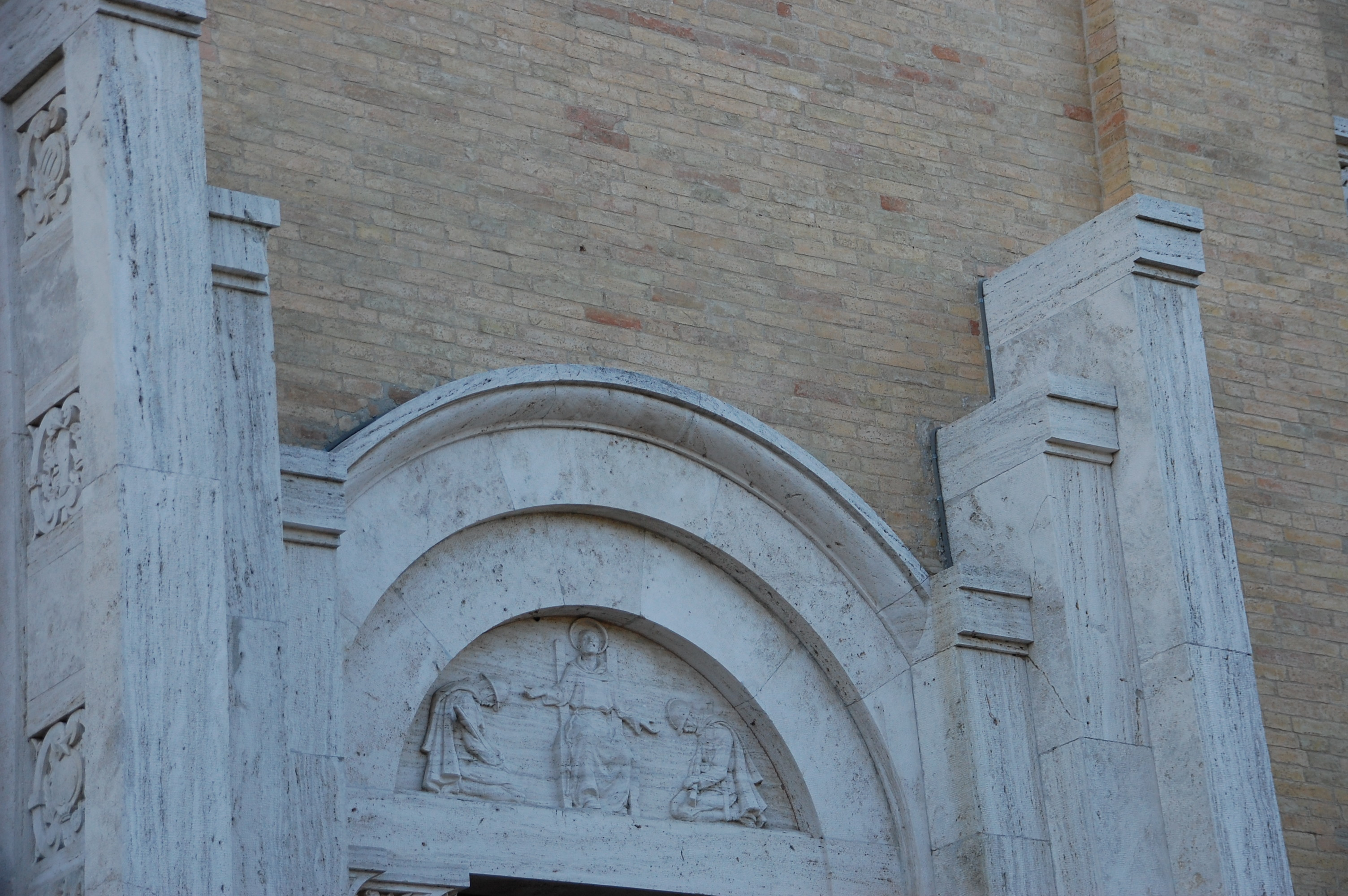
Monumento ai caduti di Montecarotto di vito pardo, dettaglio della lunetta e del portale.Si notano inoltre i fregi militari laterali sulle colonne di sinistra

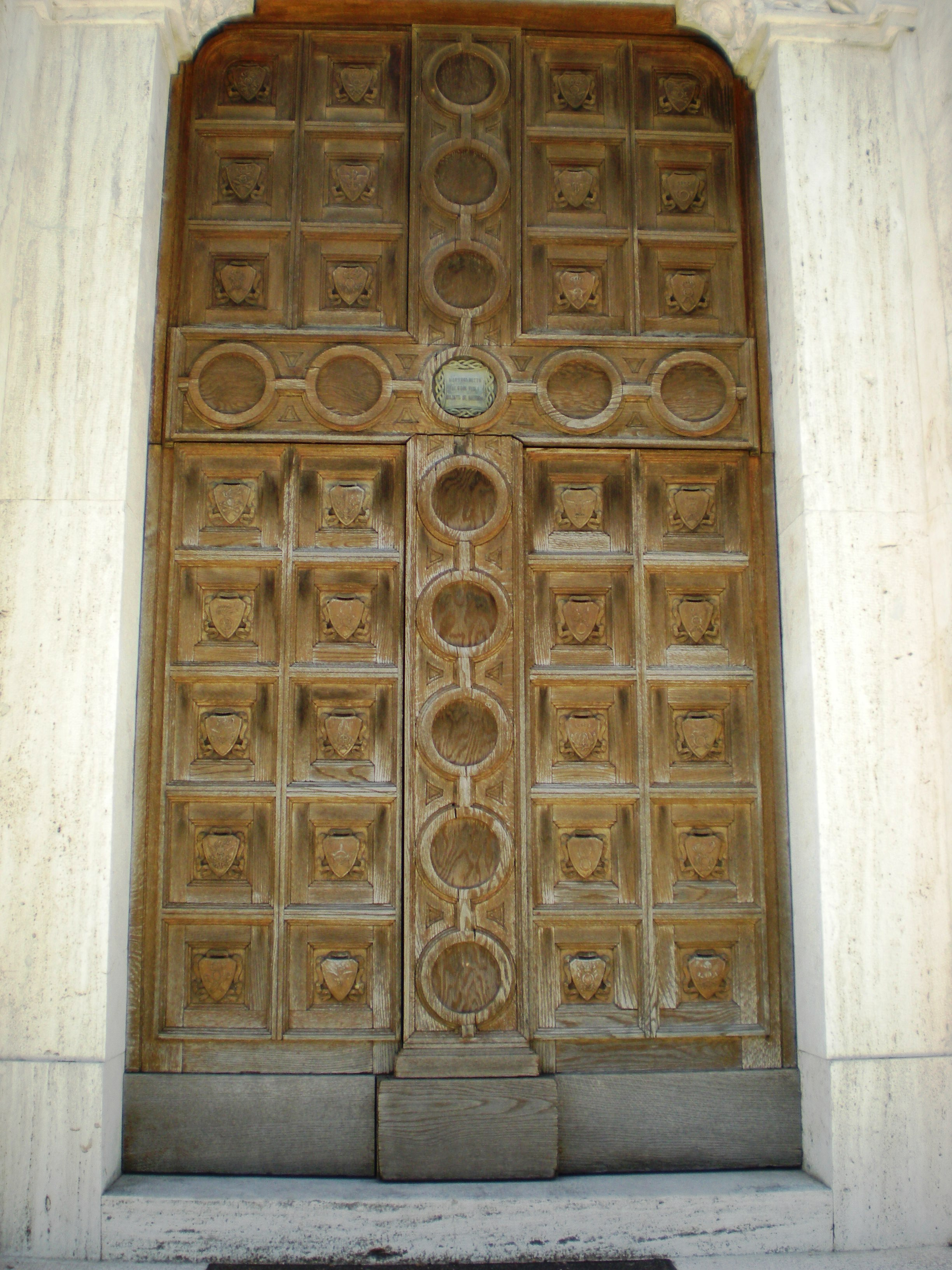
Portone monumentale della chiesa di San Francesco di Montecarotto parte del monumento ai caduti della grande guerra, prima del restauro

### Storia
Il monumento è stato realizzato dallo scultore veneziano Vito Pardo autore anche del monumento nazionale delle Marche a Castelfidardo eretto in onore della battaglia di Castelfidardo e del Generale Enrico Cialdini. Fu commissionato al Pardo durante la podesteria di Carlo Mariotti (1928-1933). La chiesa su cui il monumento è posto nelle intenzioni del Pardo si sarebbe dovuta intitolare chiesa di San Francesco alla Vittoria ma conservò la titolazione originaria a San Francesco.
La particolarità ed originalità del monumento ai caduti di Montecarotto è di essere costituito da strutture e volumi di materiali diversi uniti dalla facciata della chiesa posta in altura e annessa all'ex convento dei Frati Minori francescani, oggi Casa di Riposo, usata come scenografia di fondo. Monumento e chiesa venivano così a costituire un sacrario dedicato alla memoria dei caduti e al culto della patria.
Il monumento montecarottese ha avuto però una storia travagliata. Le statue che avrebbero dovuto essere posizionate sopra le colonne laterali e i tondi del portone con scritti i nomi dei caduti con lettere fuse in bronzo non vennero completati forse per l'avvenuta morte dell'autore e il portone stesso rimase in deposito nella falegnameria Spartaco Santelli di Montecarotto, che realizzò l'assemblaggio del portone, a causa delle vicende belliche della Seconda guerra mondiale e venne montato solo successivamente alla fine del conflitto. Il Portone Monumentale è stato recentemente restaurato e inaugurato l'8 dicembre 2011 con una solenne cerimonia alla presenza di una rappresentanza ufficiale dell'Esercito Italiano (28º Reggimento "Pavia") e delle associazioni combattentistiche e d'arma. Il presidente della repubblica Giorgio Napolitano ha inviato un messaggio personale per ricordare e sottolineare la solenne celebrazione.

### Descrizione

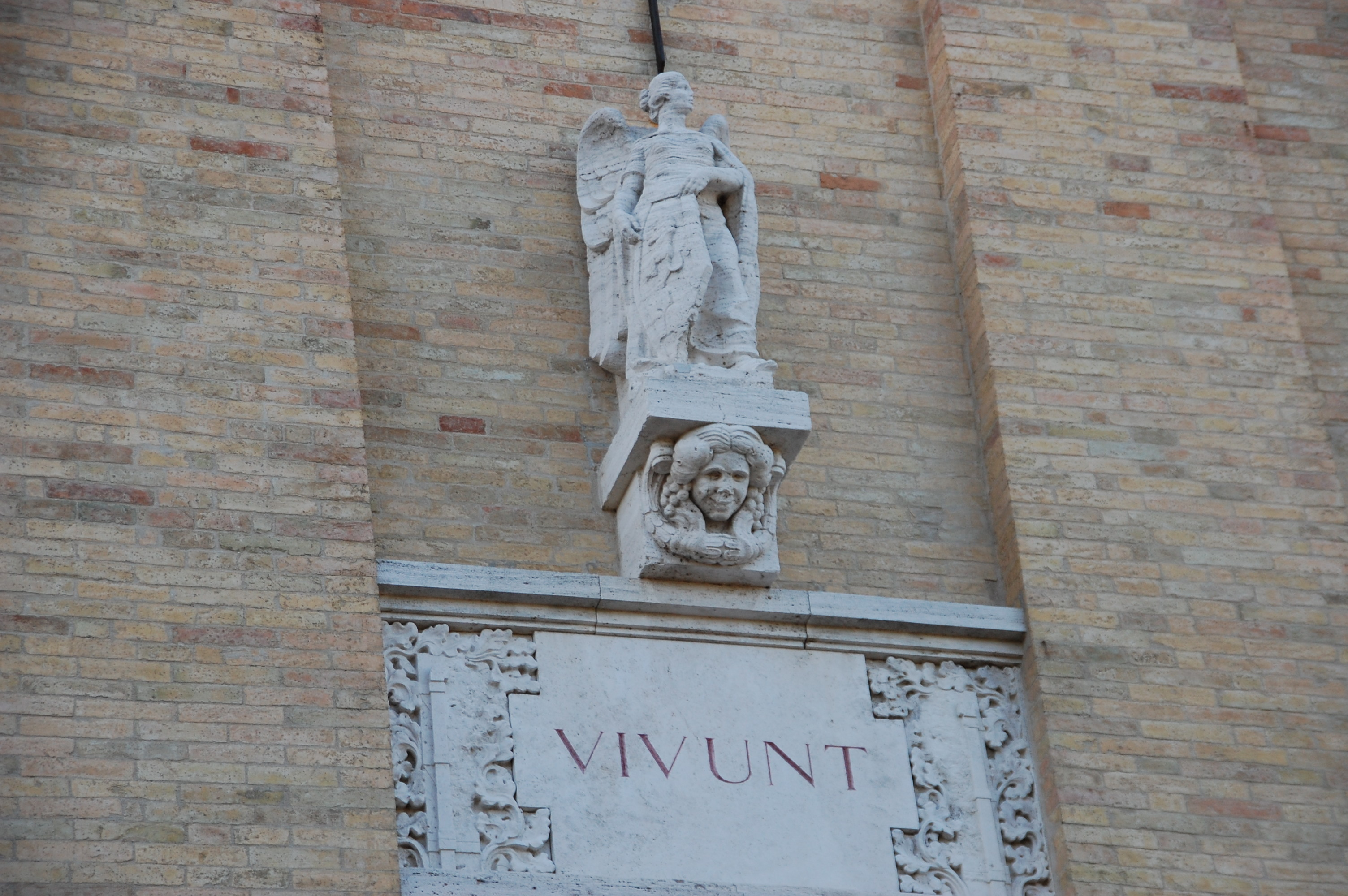
Monumento ai caduti di Montecarotto di Vito Pardo, mensola sinistra e Vittoria alata. Si notano inoltre le fronde di quercia e d'alloro laterali sui lati della mensola e i resti dei fasci littori scalpellati.

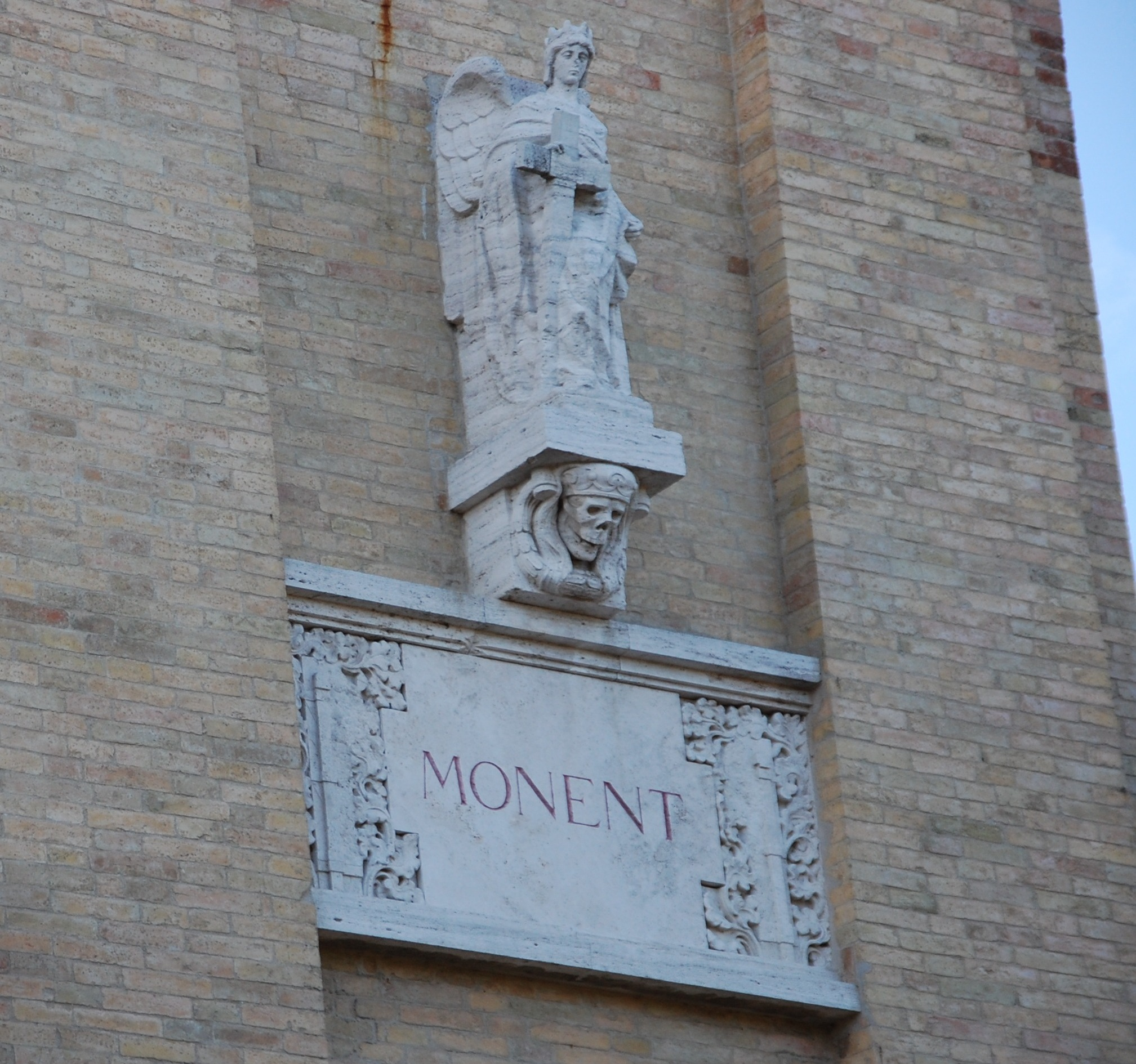
Monumento ai caduti di Montecarotto di Vito Pardo, mensola destra e Italia turrita. Si notano inoltre le fronde di quercia e d'alloro laterali sui lati della mensola e i resti dei fasci littori scalpellati.

La parte realizzata in materiale lapideo è costituita da statue alate sorrette da mensole e lapidi poste a metà altezza della facciata a destra e a sinistra e incastonate entro le lesene, dal portale d'ingresso, che è contornato da colonnine d'altezza crescente verso l'esterno; gli ultimi sul lato esterno sono decorati con tre riquadri sovrapposti contenenti motivi militari entro cornici floreali. Le mensole che sorreggono l'architrave su cui poggia la lunetta scolpita a bassorilievo sono anch'esse ornate con fregi militari e motivi floreali e sul lato interno recano le scritte 'fede' a sinistra e 'patria' a destra.
La statua di sinistra raffigurata con le sembianze di un Angelo a rappresentare la Vittoria Alata regge uno scudo con lo stemma comunale, la mensola sottostante reca un viso di donna con una folta capigliatura e la lapide contiene la scritta latina vivunt con riferimento alla memoria dei caduti.
La figura di destra è raffigurata con le sembianze di una donna avvolta in un ricco panneggio a simboleggiare l'Italia turrita ha la testa cinta di una corona e sorregge una croce, la mensola reca un teschio, mentre la lapide contiene la scritta latina monent come monito verso la tragedie della guerra. La lunetta posta sopra l'architrave del portale raffigura un santo in abito monastico (forse san Francesco) con le braccia aperte verso due Soldati inginocchiati, rappresentati con le divise dell'epoca della grande guerra, posti ai lati, quello a sinistra sorregge una bandiera, quello a destra il fucile.
Parte integrante del monumento è anche il portone monumentale della chiesa, disegnato dal Pardo e di cui si conserva il disegno originale presso il Museo civico e della Mail-art; esso è costituito da trentadue formelle lignee che rappresentano gli stemmi delle Armi del Regio Esercito italiano, Regia Marina e Regia Aeronautica, intagliate a bassorilievo su legno di rovere partendo da disegni originali dello stesso autore e da una croce latina costituita da quattordici tondi che divide in quattro grandi specchiature le formelle del portone. La formella centrale della croce è costituita da un tondo in ottone su cui è riportata la scritta "Montecarotto ai suoi figli caduti in Guerra" contornata da una corona di nastri intrecciati. L'autore nell'ideazione di questa parte del monumento ha avuto come modello gli stemmi araldici dei reparti militari italiani e di cui ha ripreso il disegno araldico: la superficie è divisa in quattro grandi quarti all'interno dei quali sono inserite le singole Armi e specialità. Quindi il monumento si compone di elementi distinti, ma perfettamente integrati: la facciata della chiesa che richiama la stretta connessione fra religione e patria; il portone con i nomi dei caduti (mancanti) e gli stemmi delle armi dell'esercito a celebrare le tradizioni militari.

### Sintesi dell'Araldica Militare

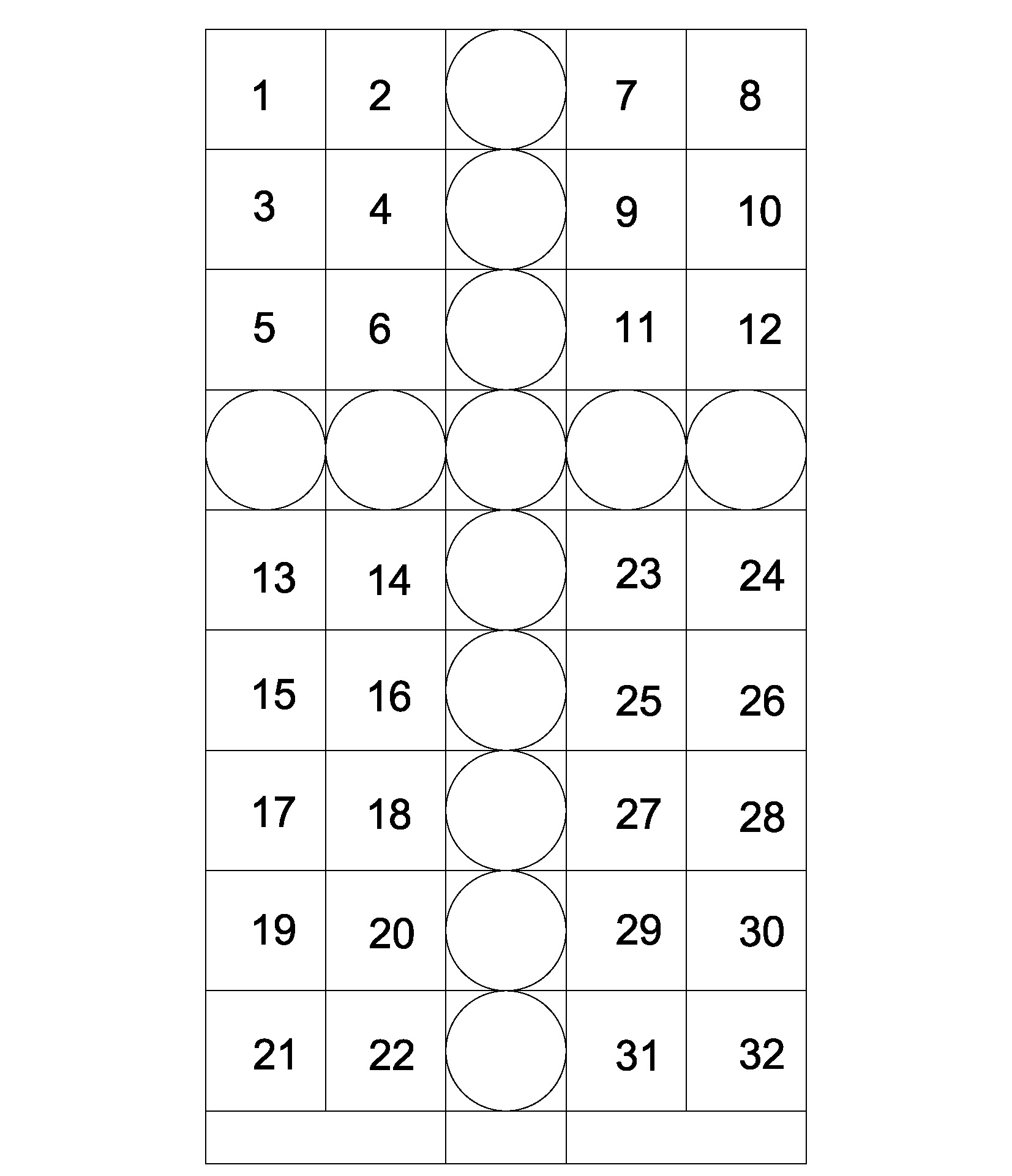
Araldica del monumento

Una ricerca di araldica militare ha permesso di interpretare gli stemmi presenti sul portone poiché molte delle armi presenti nel 1915-1918 nelle Regie Forze Armate ora non esistono più come Armi e Corpi del moderno Esercito Italiano, della Marina Militare e dell'Aeronautica Militare.
1° quarto
1. Artiglieria da Costa, specialità della Regia Arma di artiglieria 2. Artiglieria da fortezza, specialità della Regia Arma di Artiglieria 3. Artiglieria Contraerea, specialità della Regia Arma di Artiglieria 4. Servizio Aeronautico della Regia Marina, specialità della Regia Marina 5. Milizia territoriale, Corpo del Regio Esercito 6. Telegrafisti del Genio, specialità della Regia Arma del Genio.
2° quarto
7. Artiglieria da Campagna, specialità della Regia Arma di Artiglieria 8. Artiglieria da Montagna, specialità della Regia Arma di Artiglieria 9. Osservatore di Aeroplano, specialità della Regia Aeronautica 10. Cavalleggeri, specialità della Regia Arma di cavalleria 11. Regio Corpo di Sanità Militare 12. Automitraglieri
3° quarto
13. Artiglieria pesante, specialità della Regia Arma di Artiglieria 14. Regio corpo degli Arditi 15. Regia Arma dei Carabinieri 16. Bombardieri, specialità della Regia Arma di Artiglieria 17. Genio Pontieri, specialità della Regia Arma del genio 18. Regio Corpo della Guardia di Finanza 19. Genio Ferrovieri, specialità della Regia Arma del Genio 20. Servizio Automobilistico del Regio Esercito 21. Unità Lancia bombe e mortai Stokes, specialità della Regia Arma di Fanteria e Cavalleria 22. Regia Aeronautica.
4° quarto
23. Regio Stato Maggiore 24. Regia Arma di fanteria 25. Granatieri, specialità della Regia arma di Fanteria 26. Mitraglieri, specialità della Regia arma di Fanteria 27. Regia Marina 28. Regio Corpo degli Alpini 29. Dragoni, specialità della Regia arma di Cavalleria 30. Regio Corpo dei Bersaglieri 31. Lancieri, specialità della Regia Arma di Cavalleria 32. Genio zappatori, specialità della Regia Arma del Genio.